# Athiniós
Le port d'Athiniós (en grec moderne : Όρμος Αθηνιού) ou simplement Athiniós (en grec moderne : Αθηνιός) est le principal port de ferry de Santorin, situé à environ 10 km au sud de la capitale Firá.

## Géographie
Athiniós est entouré de falaises volcaniques abruptes et multicolores, le long desquelles une route serpente, zigzaguant jusqu'au sommet.

## Transports

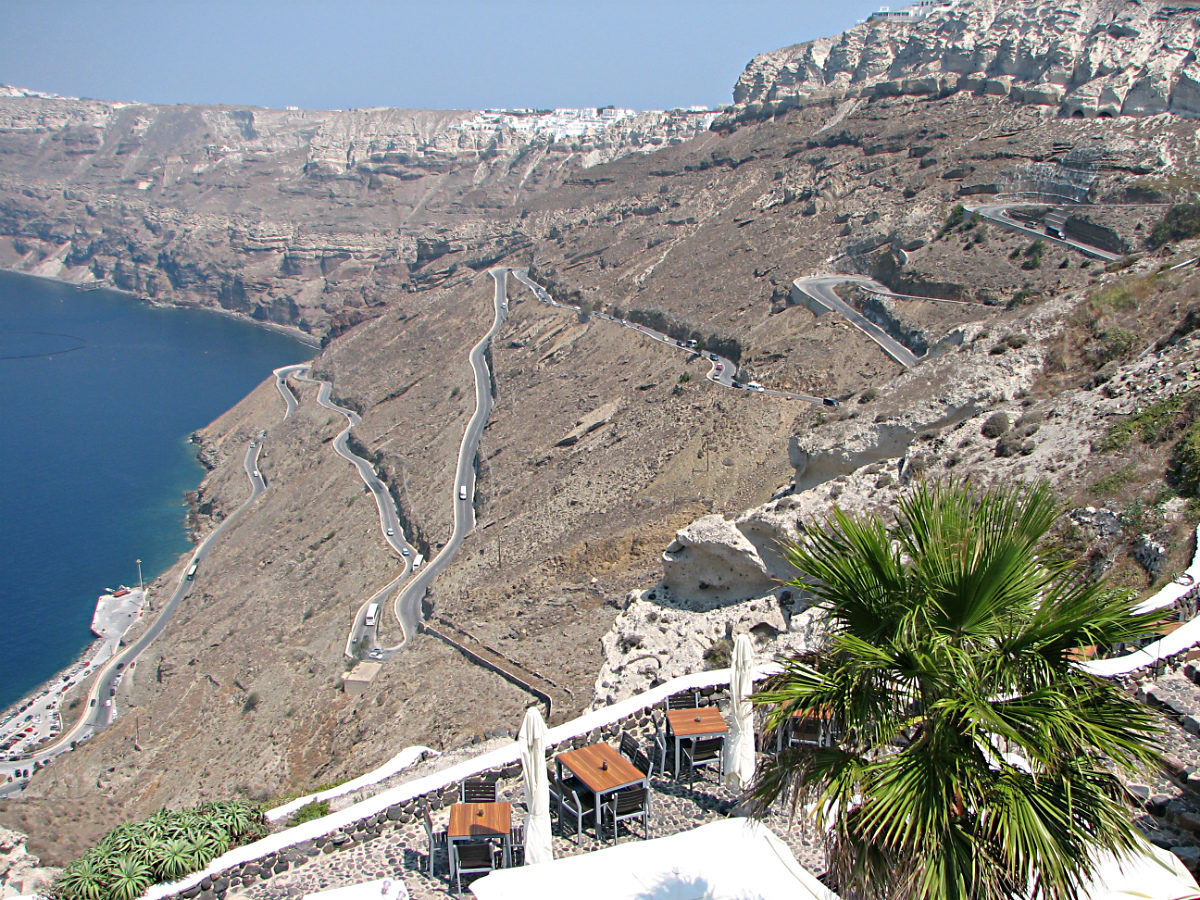
La route vers le port d'Athinios.

Athiniós est le seul port de Santorin avec des services réguliers de ferry pour passagers reliant l'île au port athénien du Pirée, aux Cyclades, à la Crète et à Rhodes.